# 대덕중학교 (경북)
대덕중학교(大德中學校)는 경상북도 김천시 대덕면 관기리에 있었던 공립 중학교이다.

## 학교 연혁
- 1969년 10월 14일: 대덕중학교 6학급 설립 인가
- 1970년 3월 4일: 초대 이헌영 교장 취임
- 1970년 3월 6일: 대덕중학교 입학식 거행
- 1973년 1월 15일: 제1회 졸업식 거행 (86명 졸업)
- 2015년 3월 1일: 제21대 김영일 교장 취임
- 2016년 2월 10일: 제44회 7명(3,771명) 졸업
- 2016년 3월 2일: 신입생 4명 입학
- 2017년 2월 28일: 폐교 및 인근 학교와 기숙형 중학교 지품천중학교로 통합[1][2], 47년만에 폐업

## 참고 자료
- 대덕중학교 - 한국교육학술정보원 학교알리미